# Cordierit
Cordierit, veraltet auch als Dichroit oder Iolith bekannt, ist ein eher selten vorkommendes Mineral aus der Mineralklasse der „Silikate und Germanate“ mit der idealisierten chemischen Zusammensetzung Mg2Al3[AlSi5O18] und damit chemisch gesehen ein Magnesium-Aluminium-Silikat.
Cordierit kristallisiert im orthorhombischen Kristallsystem und ist seiner Struktur nach ein Gerüstsilikat, obwohl die klassischen Mineralsystematiken nach Strunz und Dana das Mineral den Ringsilikaten zuordnet.
Cordierit ist das Magnesium-Analogon zu Sekaninait (Fe2Al3[AlSi5O18]) und bildet mit diesem eine lückenlose Mischkristallreihe. Daher wird für Cordierit oft auch die Mischformel (Mg,Fe)2Al3[AlSi5O18] angegeben, wobei sich die in den runden Klammern angegebenen Elemente Magnesium und Eisen in der Formel jeweils gegenseitig vertreten (Substitution, Diadochie) können, jedoch immer im selben Mengenverhältnis zu den anderen Bestandteilen des Minerals stehen.
In der Natur entwickelt Cordierit nur selten gut ausgebildete, kurz- bis langprismatische Kristalle. Meist findet er sich in Form körniger bis massiger Aggregate. Es wurden jedoch schon Kristalle von bis zu einem halben Meter Länge gefunden. Unverletzte Kristallflächen weisen einen glasähnlichen Glanz auf, Bruchflächen glänzen dagegen eher fettähnlich.
Die vorherrschende Farbe des Cordierits ist Tiefblau bis Blauviolett, selten tritt er aber auch in grünlicher, gelblichbrauner, grauer oder hellblauer Farbe auf. Auch farblose Cordierite sind bekannt.
Mit einer Mohshärte von 7 bis 7,5 gehört Cordierit zu den harten Mineralen, die wie das Referenzmineral Quarz (7) in der Lage sind, Glas zu ritzen.

## Etymologie und Geschichte

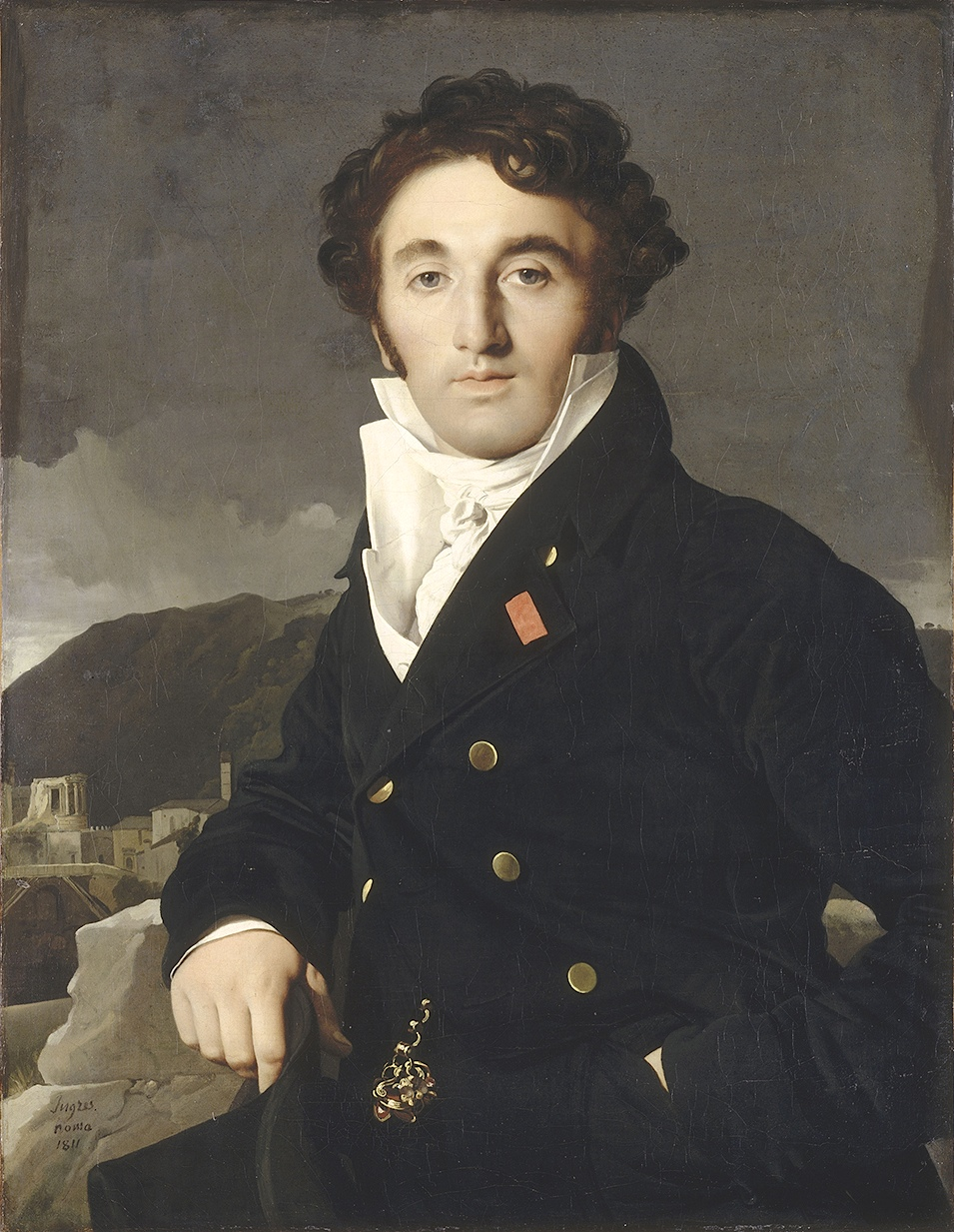
Namensgeber Louis Cordier (ca. 1811)

Das Mineral war bereits Abraham Gottlob Werner (1749–1817) bekannt und erhielt von diesem den Namen Iolith – aus dem Griechischen ἴον [ion] für Veilchen und λίθος [lithos] für Stein, zusammen also „Veilchenstein“ – aufgrund seiner schwärzlichblauen, ins Violette spielenden Farbe, die Werner an ein Veilchen erinnerte.
Der französische Mineraloge Louis Cordier (1777–1861) gab dem Mineral 1809 den Namen Dichroit („der Doppelfarbige“; siehe Description du dichroite, erschienen 1809). Da die Eigenschaft des Minerals jedoch eigentlich ein Pleochroismus ist, wurde es 1813 von J. A. H. Lucas zu Ehren von Cordier in Cordierit umbenannt.
Im Handel sind zudem folgende, teils irreführende Synonyme für den Cordierit im Umlauf:
- Luchssaphir (auch für Saphir mit fleckiger Färbung)
- Wassersaphir (auch für farblosen Topas)
- Polychroit

Als Typlokalität gilt Bodenmais bzw. der nahegelegene Große Arber im Bayerischen Wald.
Da der Cordierit bereits lange vor der Gründung der International Mineralogical Association (IMA) bekannt und als eigenständige Mineralart anerkannt war, wurde dies von ihrer Commission on New Minerals, Nomenclature and Classification (CNMNC) übernommen und bezeichnet den Cordierit als sogenanntes „grandfathered“ (G) Mineral. Die seit 2021 ebenfalls von der IMA/CNMNC anerkannte Kurzbezeichnung (auch Mineral-Symbol) von Cordierit lautet „Crd“.

## Klassifikation
In der veralteten 8. Auflage der Mineralsystematik nach Strunz gehörte der Cordierit zur Mineralklasse der „Silikate“ und dort zur Abteilung „Ringsilikate (Cyclosilikate)“, wo er zusammen mit Sekaninait die „Cordierit-Reihe“ mit der Systemnummer VIII/C.06b innerhalb der „Beryll-Cordierit-Gruppe“ (VIII/C.06) bildete.
Im zuletzt 2018 überarbeiteten und aktualisierten Lapis-Mineralienverzeichnis nach Stefan Weiß, das sich im Aufbau noch nach dieser alten Form der Systematik von Karl Hugo Strunz richtet, erhielt das Mineral die System- und Mineral-Nr. VIII/E.12-040. In der „Lapis-Systematik“ entspricht dies ebenfalls der Abteilung „Ringsilikate“, wo Cordierit zusammen mit Bazzit, Beryll, Bunnoit, Ferroindialith, Indialith, Pezzottait, Sekaninait und Stoppaniit eine unbenannte Gruppe mit der Systemnummer VIII/E.12 bildet.
Auch die von der International Mineralogical Association (IMA) zuletzt 2009 aktualisierte 9. Auflage der Strunz’schen Mineralsystematik ordnet den Cordierit in die Abteilung der „Ringsilikate (Cyclosilikate)“ ein. Diese ist allerdings weiter unterteilt nach der Struktur der Ringe, so dass das Mineral entsprechend seinem Aufbau in der Unterabteilung „[Si6O18]12−-Sechser-Einfachringe ohne inselartige, komplexe Anionen“ zu finden ist, wo es nur noch zusammen mit Sekaninait die „Cordieritgruppe“ mit der System-Nr. 9.CJ.10 bildet.
In der vorwiegend im englischen Sprachraum gebräuchlichen Systematik der Minerale nach Dana hat Cordierit die System- und Mineralnummer 61.02.01.01. Dies entspricht der bereits feiner unterteilten Abteilung der „Ringsilikate: Sechserringe“, wo Cordierit zusammen mit Sekaninait in der „Cordieritgruppe“ mit der Systemnummer 61.02.01 innerhalb der Unterabteilung der „Ringsilikate: Sechserringe mit Al-substituierten Ringen“ zu finden ist.

## Chemismus
In der idealen, das heißt nur bei Synthesen verwirklichten Zusammensetzung von Cordierit (Mg2Al4Si5O18) besteht das Mineral im Verhältnis aus je 2 Teilen Magnesium (Mg), 4 Teilen Aluminium (Al), 5 Teilen Silicium und 18 Teilen Sauerstoff pro Formeleinheit. Dies entspricht einem Massenanteil (Gewichtsprozent) von 8,31 Gew.-% Mg, 18,45 Gew.-% Al, 24,01 Gew.-% Si und 49,23 Gew.-% O oder in der Oxidform 13,78 Gew.-% Magnesiumoxid (MgO), 34,86 Gew.-% Aluminiumoxid (Al2O3) und 51,36 Gew.-% Siliciumdioxid (SiO2).
Bei natürlichen Cordieriten kommt es einerseits durch Mischkristallbildung und andererseits durch Fremdbeimengungen zu Abweichungen der Idealzusammensetzung. So ergab unter anderem die Analyse von Cordieriten aus White Well im Upper Gascoyne Shire von Westaustralien eine durchschnittliche Zusammensetzung von 12,8 Gew.-% MgO, 33,5 Gew.-% Al2O3, 50,2 Gew.-% SiO2 sowie zusätzlich geringe Gehalte von 0,84 Gew.-% Eisen(II)-oxid (FeO), 0,14 Gew.-% Eisen(III)-oxid (Fe2O3), 0,26 Gew.-% Natriumoxid (Na2O), 0,23 Gew.-% Calciumoxid (CaO), 0,14 Gew.-% Kaliumoxid (K2O), Spuren von Mangan- und Titanoxid und insgesamt 1,81 Gew.-% H2O. Eine ähnliche Zusammensetzung hatten auch die Cordieritfunde aus der Kyanitlagerstätte „Smith Ridge“ am Boehls Butte im Clearwater County des US-Bundesstaates Idaho.

## Kristallstruktur

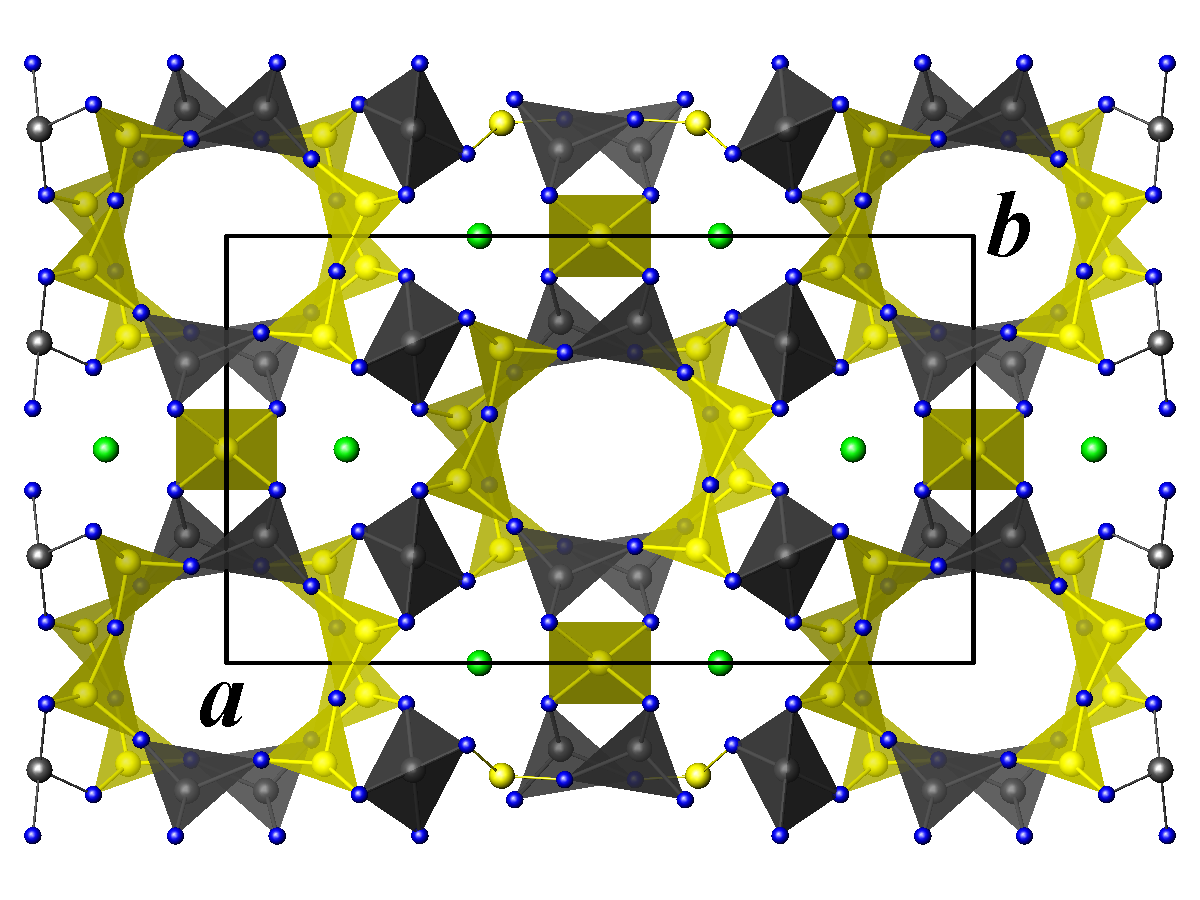
Kristallstruktur von Cordierit mit Sicht auf die c-Achse
green Mg blue O, yellow Al und Si

Cordierit kristallisiert orthorhombisch in der Raumgruppe Cccm (Raumgruppen-Nr. 66) mit den Gitterparametern a = 17,09 Å; b = 9,73 Å und c = 9,36 Å sowie 4 Formeleinheiten pro Elementarzelle.
Die Kristallstruktur von Cordierit ähnelt der des 6er-Einfachringsilikates Beryll (Al2Be3[Si6O18] hexagonale Symmetrie). Die ersten Strukturbestimmungen zeigten, dass in den [Si6O18]12−-6er-Ringen des Cordierites je ein Si4+ durch ein Al3+-Ion ersetzt ist. Daher der entsprechende Formelteil [AlSi5O18]13− für den Silikatbaustein (im Bild gelbe und dunkelgraue Dreiecke). Diese 6-er-Ringe sind untereinander verbunden durch eine weitere tetraedrisch von 4 Sauerstoffen umgebene Kationenposition und eine von 6 Sauerstoffen umgebene Oktaederposition. Im Cordierit findet sich auf der ringverknüpfenden Tetraederposition das Aluminium Al3+ (Beryll: Beryllium Be) und auf den Oktaederpositionen Magnesium Mg2+ (Beryll: Aluminium Al3+). Diese Analogie zur Beryllstruktur und die Zuordnung des gesamten Si zu den 6er-Tetraederring-Positionen führten zu der Klassifikation des Cordierit als Ringsilikat.
Spätere Untersuchungen zur Verteilung von Al und Si zeigten, dass für die Beschreibung der Si-Al-Verteilung alle tetraedrischen Positionen berücksichtigt werden müssen und Si auch auf der ringverbindenden Al-Tetraederposition eingebaut wird. Bei Temperaturen oberhalb von 830 °C verteilen sich das Si und Al gleichmäßig über alle Tetraederpositionen (Hochtemperaturmodifikation Indialith). Auch bei der ideal geordneten Tieftemperaturmodifikation Cordierit ist 1/3 der ringverknüpfenden Tetraeder mit Si besetzt. Für Cordierit und Indialith ergibt sich somit eine Alumosilikat-Gerüststruktur aus Ketten von 4er-Ringen in c-Richtung, die seitlich zu 6er-Ringen verbunden sind. Strukturell ist Cordierit ein Gerüstsilikat mit der idealisierten Strukturformel Mg2[Si5Al4].
Die Substitution von Si durch Al und deren geordnete Verteilung führt zu einer Verzerrung des Kristallgitters und damit zur Verringerung der Symmetrie. Cordierit ist daher orthorhombisch, jedoch aufgrund von Zwillingsbildung ähnlich wie beim Aragonit mit pseudohexagonalem Habitus.

## Eigenschaften
Cordierit ist stark pleochroitisch, was bedeutet, dass sich die Farbe des Kristalls mit bloßem Auge sichtbar je nach Lichteinstrahlung ändert. Da Cordierit doppelbrechend ist, zeigen sich drei verschiedene Farben, und zwar Hellgelb, Violett bis Blau und Hellblau. Im Dünnschliff ist das Mineral meist farblos, seine Licht- und Doppelbrechung sind niedrig und ähneln sehr stark den Werten von Quarz, von dem es daher mitunter schwer zu unterscheiden ist. Allerdings wird Cordierit durch Verwitterung oder Alteration viel leichter angegriffen als Quarz, wobei er sich in ein Pinit genanntes Gemisch verschiedener Phyllosilikate verwandelt. Ferner sind Drillingsbildungen mit im Querschnitt scheinbar hexagonaler Symmetrie häufig zu sehen.

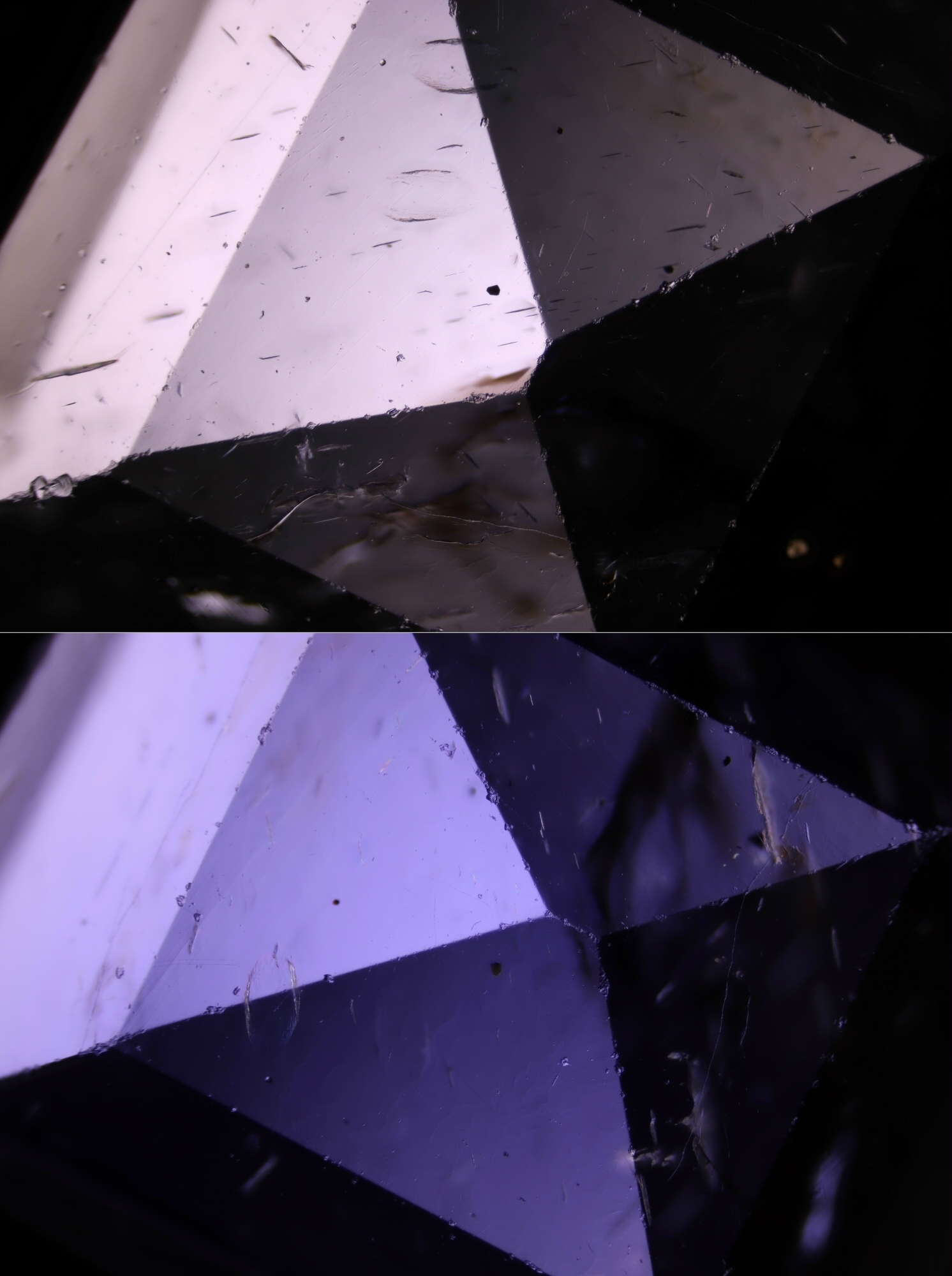
Geschliffener Cordierit, Dichroismus bei Drehung um 90° vor einer Lichtquelle
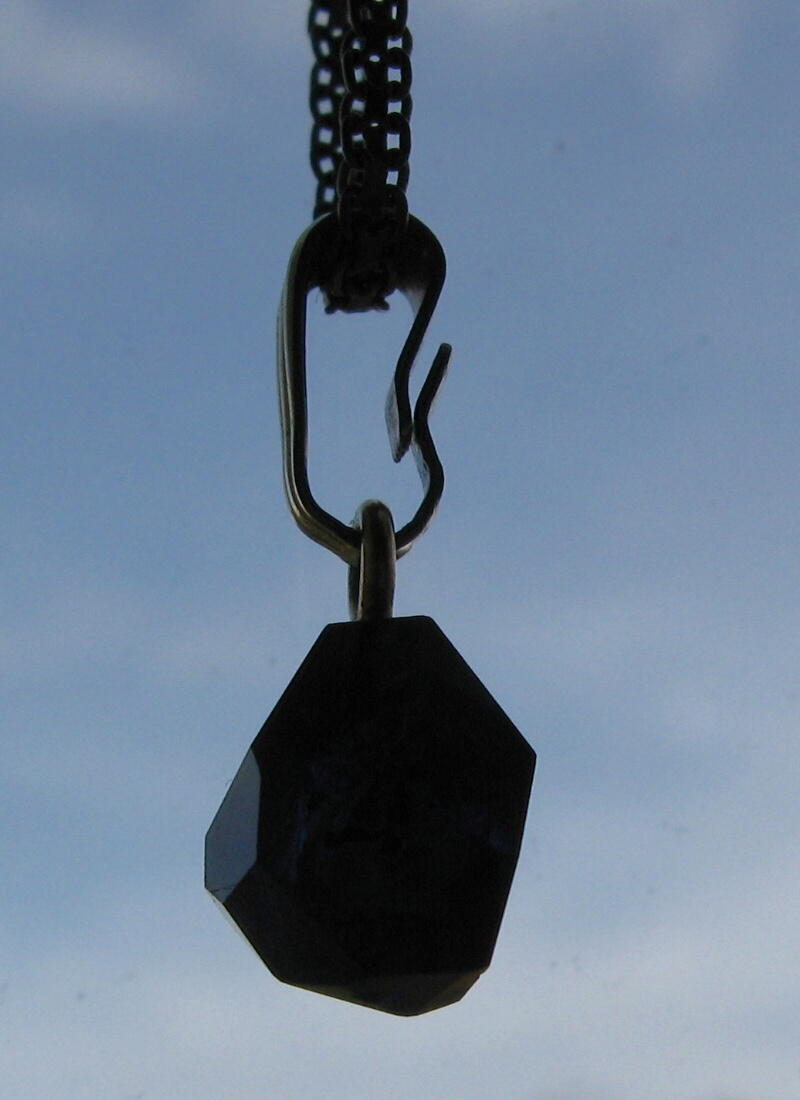
Cordierit facettiert mit Kette – Sicht auf die blau-violette a-Achse
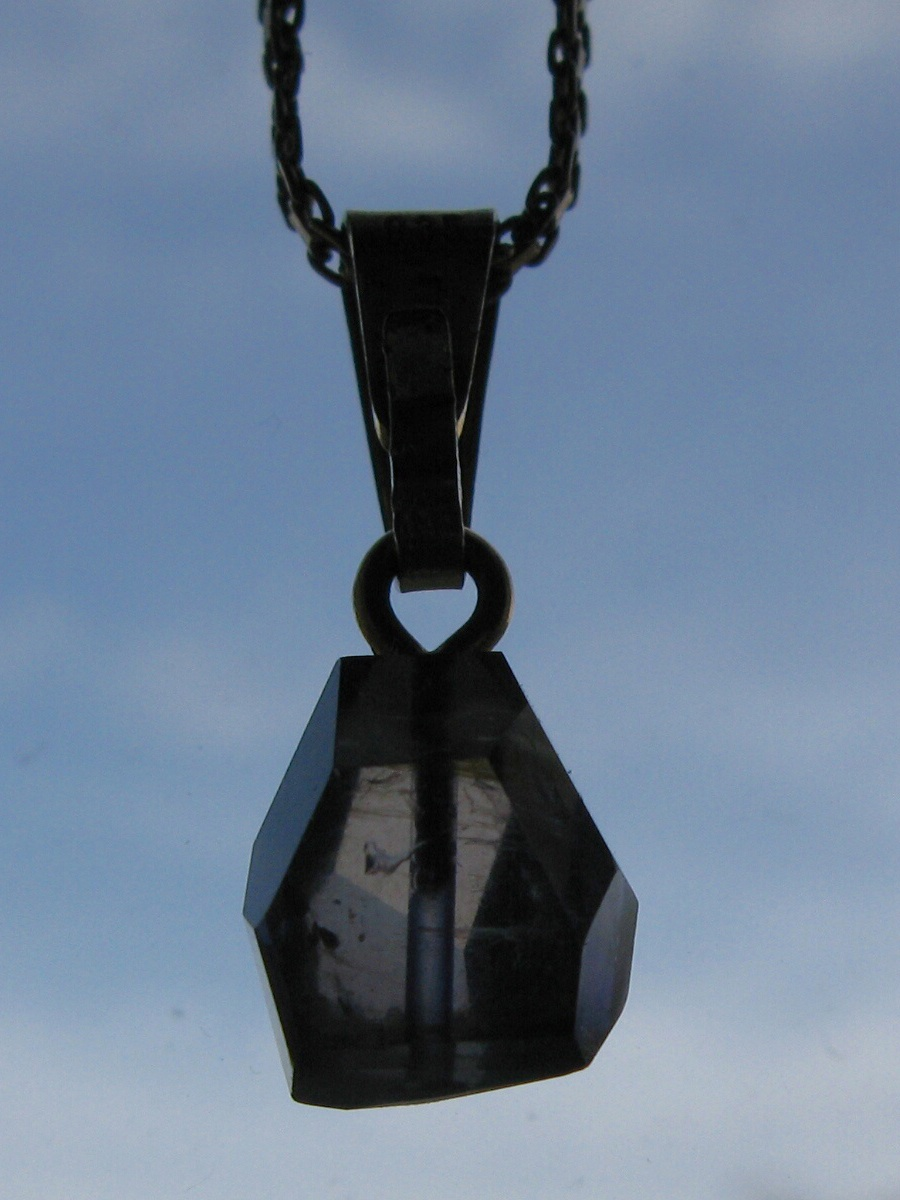
Cordierit facettiert mit Kette – Sicht auf die farblose b-Achse
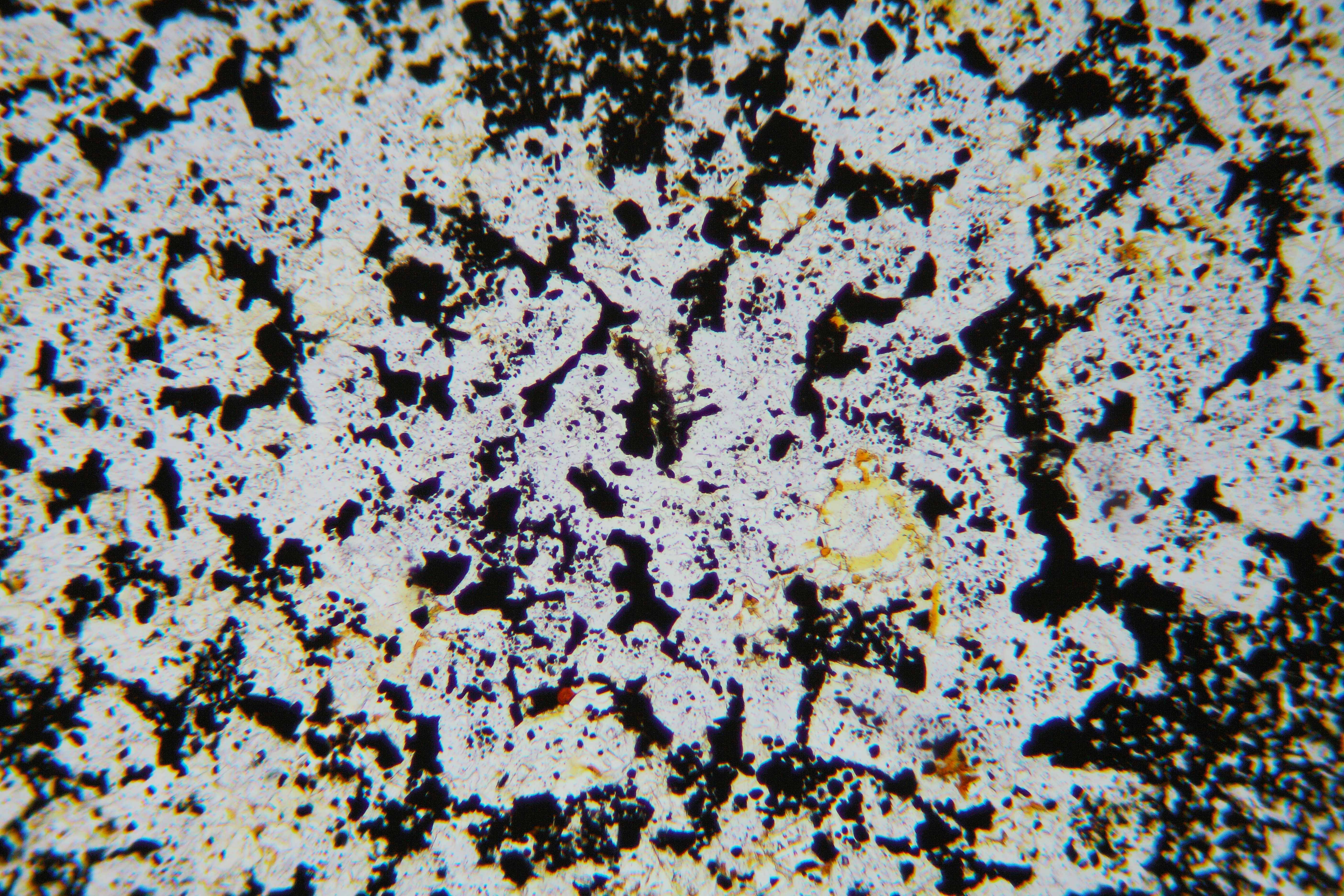
Hornfels aus Cordierit und Magnetit, Dünnschliff, Hellfeld: Praktisch alle lichtdurchlässigen Kristalle im Schliff sind farbloser Cordierit.
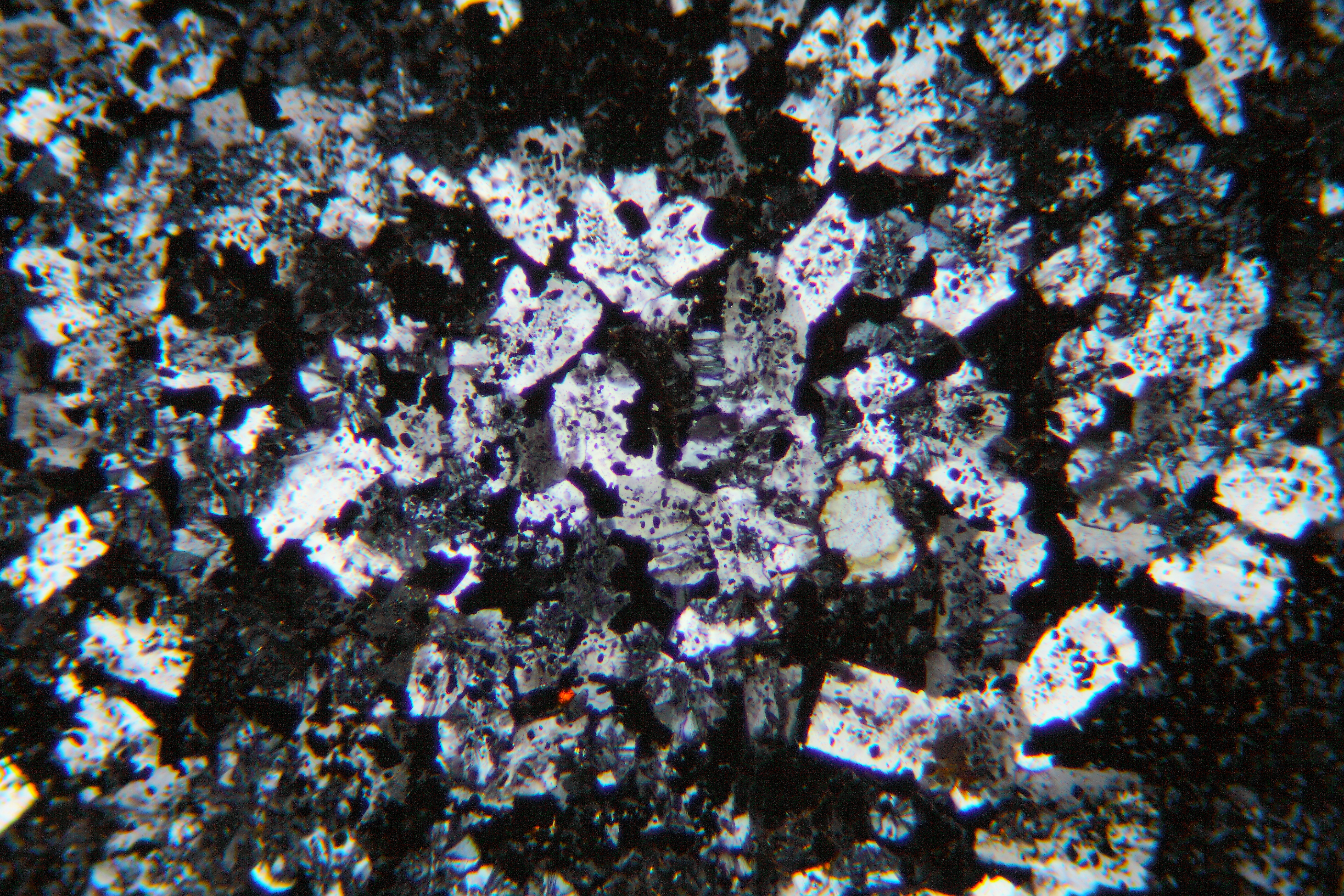
Unter gekreuzten Polarisatoren: der Cordierit zeigt graue Interferenzfarben erster Ordnung.
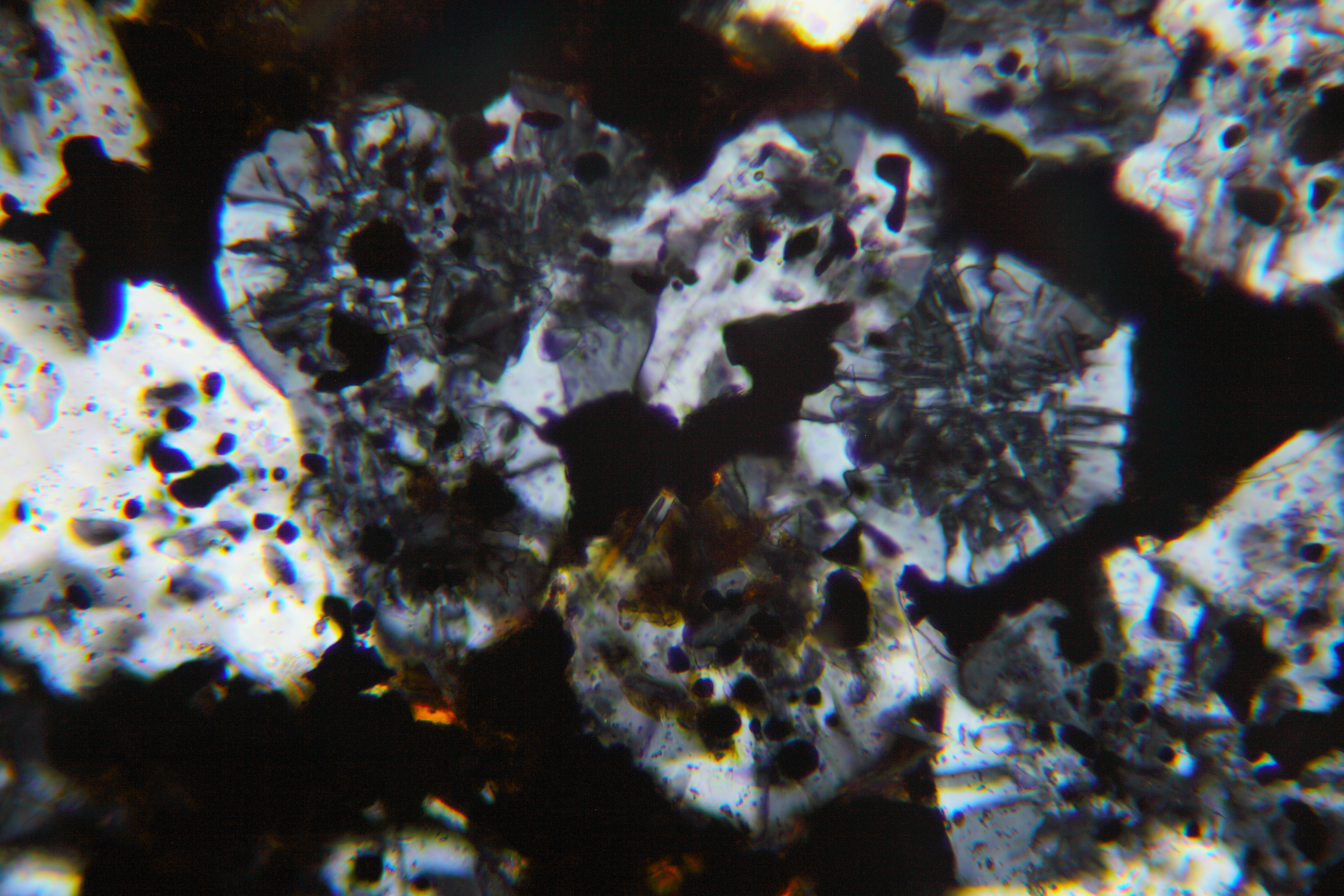
Details der Cordieritkristalle: Einschlüsse und Zwillingslamellen

## Modifikationen und Varietäten
Die Verbindung Mg2Al3[AlSi5O18] ist dimorph und kommt neben dem orthorhombisch kristallisierenden Cordierit noch als hexagonal kristallisierende Hochtemperaturmodifikation Indialith vor. Aufgrund der stark gehemmten Gleichgewichtseinstellung der Fehlordnungen im Kristallgitter sind in der Natur alle Übergänge zwischen Indialith und Cordierit anzutreffen.

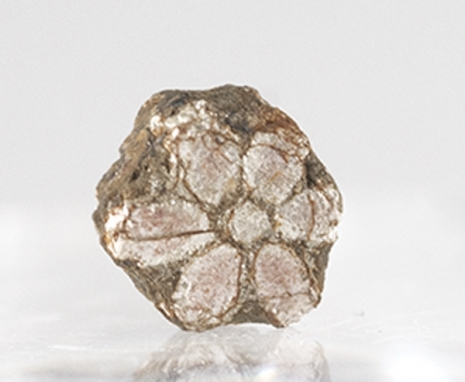
Cerasit aus Sakuratenjin, Kameoka, Präfektur Kyōto, Honshū, Japan
(Größe: 0,6 cm × 0,5 cm × 0,4 cm)

Als Cerasit wird eine Cordierit-Varietät bezeichnet, deren Habitus dem von Trapiche-Smaragden ähnelt. Meist sind Cerasite zudem zu Muskovit bzw. Serizit oder Pinit umgewandelt (siehe Muskovit-Varietäten).
Die Varietät Iolith-Sonnenstein ist ein durch Einlagerung von Hämatit- oder Goethit-Schüppchen rötlich gefärbter Cordierit.
Die eisenhaltige Varietät Steinheilit erhielt ihren Namen durch den Chemiker Johan Gadolin, der das Mineral nach seinem Entdecker Fabian Gotthard von Steinheil benannte. Dieser war ein an mineralogischen Fragen interessierter Generalgouverneur von Finnland (1810–1812, 1814–1823).

## Bildung und Fundorte
Cordierit ist ein typisches Mineral kontaktmetamorpher Pelite, Gneisen und Glimmerschiefern, die bei Drücken unterhalb 5 kbar und Temperaturen von 550 °C bis über 800 °C gebildet wurden (Hornblende-Hornfels-Fazies, Pyroxen-Hornfels-Fazies bis Sanidinit-Fazies). Als Begleitminerale treten unter anderem Andalusit, Biotit, Granat, Korund, Muskovit, Sillimanit und Spinell auf.
Bei zunehmender Temperatur setzt die Bildung von Cordierit mit der Reaktion von Chlorit + Muskovit zu Cordierit + Biotit + Andalusit oder Sillimanit + H2O ein. Bei hohen Temperaturen bildet sich Cordierit über die Reaktion von Biotit + Sillimanit zu Granat + Cordierit + H2O. Cordierit ist bei einsetzender Gesteinsschmelze noch stabil (Migmatite) und bildet sich auch magmatisch bei der Kristallisation granitischer Schmelzen sowie in Pegmatiten.
Außer in Metapeliten und granitischen Gesteinen tritt Cordierit gesteinsbildend noch in metamorphen ultramafischen Gesteinen auf, den Cordierit-Anthophyllit-Gneisen. Für die meisten dieser Gesteine wird ein 2-stufiger Entstehungsprozess angenommen. Ausgangsgesteine sind Vulkanite kontinentaler oder ozeanischer Spreizungszonen, meist Basalte des Ozeanbodens. Diese werden zunächst von hydrothermalen Lösungen, vor allem Seewasser, das entlang von mittelozeanischen Spreizungszonen aufgeheizt wird und durch die Gesteine des Ozeanboden diffundiert, ausgelaugt. Dieser verbreitete Prozess der Ozeanbodenmetamorphose entfernt Kalzium, Kalium und Eisen aus den Basalten. Werden die verbleibenden Serizit- und chloritreichen Gesteine anschließend regionalmetamorph verändert, bilden sich mangels Kalzium statt Klinoamphibolen (Aktinolith, Hornblende) die Orthoamphibole Cummingtonit, Anthophyllit und Gedrit. Wegen der ebenfalls geringen Kaliumgehalte können sich die Cordierit-verdrängenden Minerale Biotit, Muskovit oder Kalifeldspat nicht bilden und Cordierit ist über einen wesentlich größeren Temperaturbereich stabil, als in Metapeliten.
Mit zunehmenden Temperaturen bildet sich Cordierit ab 400 °C bei 1–3 kbar beim Abbau von Chlorit:
- Andalusit + Chlorit = Cordierit + Staurolith + H2O
- Staurolith + Chlorit = Cordierit + Granat + H2O
- Granat + Chlorit = Cordierit + Cummingtonit/Gedrit (Gedrit ab ca. 450 °C)

Die Bildung von Cordierit ist auf Drucke unter 5 kbar beschränkt. Mit steigenden Drucken baut sich Cordierit ab zu
- 1–2 kbar: Cordierit + Granat + Cummingtonit  = Gedrit/Orthoamphibol
- 2–4 kbar: Cordierit + Cummingtonit = Chlorit + Gedrit/Orthoamphibol
- 3–5 kbar: Cordierit + Granat = Sillimanit + Gedrit/Orthoamphibol

Als eher seltene Mineralbildung kann Cordierit an verschiedenen Fundorten zum Teil zwar reichlich vorhanden sein, insgesamt ist er aber wenig verbreitet. Weltweit sind bisher (Stand: 2014) etwas mehr als 900 Fundorte für Cordierit bekannt. Neben seiner Typlokalität Großer Arber im Bayerischen Wald und weiteren Orten in der Oberpfalz in Bayern trat das Mineral in Deutschland unter anderem noch an mehreren Orten im Schwarzwald wie unter anderem in der Grube Clara bei Oberwolfach und einem Porphyr-Steinbruch bei Detzeln in Baden-Württemberg, auf der Blauen Kuppe im Eschweger Becken, im Vogelsberg, am Otzberg im Odenwald und im ehemaligen Marmoritwerk bei Hochstädten in Hessen, an einigen Stellen in der Umgebung von Bad Harzburg in Niedersachsen, an vielen Orten des nordrhein-westfälischen Siebengebirges bei Bad Godesberg und Königswinter, an zahlreichen Stellen in der Eifel wie unter anderem Andernach und Mendig in Rheinland-Pfalz, am Schaumberg (bei Theley) im Saarland, in mehreren Steinbrüchen in der Umgebung von Chemnitz in Sachsen, bei Eckernförde in Schleswig-Holstein und am Dolmar bei Meiningen in Thüringen auf.
Bekannt aufgrund außergewöhnlicher Cordieritfunde ist unter anderem das Näverberg-Feld etwa 4 km westlich vom Bergwerk von Falun in der schwedischen Provinz Dalarna, wo bis zu 20 cm lange, durchsichtige Kristalle zutage traten. Die bisher größten bekannten Kristalle mit bis zu 50 cm Länge wurden allerdings bei La Fuenfria in der spanischen Sierra de Guadarrama gefunden, und etwa halb so große Kristalle kennt man vom Cerro San Pedro nahe der spanischen Gemeinde Guadalix de la Sierra.
In Österreich wurde das Mineral unter anderem in einem Basalt-Steinbruch am Pauliberg im Burgenland, an einigen Fundpunkten in Kärnten, bei Hessendorf (Gemeinde Dunkelsteinerwald) und an mehreren Orten im Waldviertel in Niederösterreich, am Stradner Kogel und in einem Basalt-Steinbruch bei Klöch in der Steiermark, bei Kleinstroheim und im Kürnberger Wald sowie an mehreren Orten im Mühlviertel in Oberösterreich und an der Schattenspitze im Ochsental (Silvretta) in Vorarlberg gefunden.
In der Schweiz konnte Cordierit bisher nur an einigen Stellen im Bergell (Val Bregaglia) und im Val Rebolgin nahe Lostallo im Kanton Graubünden sowie bei Brissago TI im Val Crodolo, bei Miregn (Gemeinde Biasca) und auf der Sponda Alp in der Gemeinde Chironico im Kanton Tessin gefunden werden.
Weitere Fundorte liegen unter anderem in Algerien, Andorra, der Antarktis, Argentinien, Äthiopien, Australien, Bolivien, Brasilien, China, Finnland, Frankreich und auf der französischen Insel Martinique, Georgien, Grönland, Indien, Iran, Irland, Israel, Italien, Japan, Kasachstan, der Demokratischen Republik Kongo (Zaire), Kanada, Madagaskar, Marokko, Myanmar, Namibia, Neuseeland, Norwegen, im Oman, Peru, Polen, Portugal, Rumänien, Russland, auf Saint John (Amerikanische Jungferninseln), Slowakei, Sri Lanka, Südafrika, Surinam, Tadschikistan, Tansania, Tschechien, Ungarn, im Vereinigten Königreich (UK) und den Vereinigten Staaten von Amerika (USA).

## Verwendung

### Technische Keramik
Als Rohstoff für technische Keramik wird Cordierit überwiegend synthetisch hergestellt. Cordierit-Schaumstoff ist eine feuerfeste Keramik mit geringer Wärmeleitung und -ausdehnung. Sie wird eingesetzt, wenn eine Hochtemperaturisolation bei häufigen und großen Temperaturschwankungen erforderlich ist (Hitzeschilde, Isolation von Brennöfen, Abgaskatalysatoren, Dieselpartikelfilter, Pizzasteine).

### Schmuck

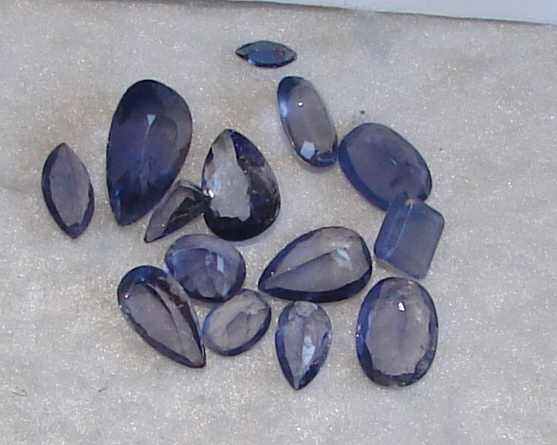
Cordierit in verschiedenen Schmucksteinschliffen

Durchsichtige, hell- bis dunkelblaue Minerale werden als Schmucksteine unter dem Namen „Luchssaphir“ oder „Wassersaphir“ verkauft.

### Sonnenstein
In Sagen und Erzählungen der Wikinger ist die Rede von einem Sonnenstein, der bei bewölktem Himmel ein Polarisationsmuster des Himmels anzeigt, welches den Sonnenstand erkennen lässt. Es wurde vermutet, dass es sich dabei um einen Cordierit-Kristall gehandelt habe. Tageslicht zeigt durch Rayleigh-Streuung ein charakteristisches Polarisationsmuster, welches in charakteristischer Weise auf den Sonnenstand ausgerichtet ist. Cordierit könnte als Polarisationsfilter gedient haben, um diese Ausrichtung zu erkennen.
Ein weiterer Kandidat für diese Methode bei bewölktem Himmel den Horizontalwinkel der Sonne zu finden ist der Calcit.